# Paradoxo de Quine
O Paradoxo de Quine, é um paradoxo que diz respeito a valores verdade, atribuido a Willard Van Orman Quine. É relacionado ao Paradoxo do mentiroso como um problema e pretende mostrar que uma sentença pode ser paradoxal mesmo se ela não se refere a si mesma e não usa demonstrativos ou indexicais (isto é, ela não se refere a si mesma explicitamente). Esse paradoxo pode ser expressado da seguinte forma:
"Produz falsidade quando precedido por sua citação" produz falsidade quando precedido por sua citação.
Se o paradoxo não estiver claro, considere cada parte da descrição do paradoxo acima incrementalmente:
sentença = produz falsidade quando precedido por sua citação
sua citação = "produz falsidade quando precedido por sua citação"
sentença precedida por sua citação = "produz falsidade quando precedido por sua citação" produz falsidade quando precedido por sua citação.
Com essas ferramentas, podemos agora reconsiderar a descrição do paradoxo. Ele pode ser visto do seguinte modo:
A afirmação "‘Produz falsidade quando precedido por sua citação‘ produz falsidade quando precedido por sua citação" é falsa.
Em outras palavras, a sentença implica que ela mesma é falsa, o que é um paradoxo - pois se ela é falsa, o que ela diz de fato é verdade.

## Motivação
O Paradoxo do mentiroso ("Esta sentença é falsa", ou "A próxima sentença é verdadeira. A sentença anterior é falsa") demonstra dificuldades essenciais em assimilar um valor verdade até mesmo a sentenças simples. Muitos filósofos, na tentativa de explicar o paradoxo do mentiroso, concluíram que o problema estava no uso da palavra demonstrativa "este" ou seus sinônimos. Uma vez que analisamos propriamente esse tipo de autorreferência, de acordo com os referidos filósofos, o paradoxo não é mais notado.
A construção de Quine demonstra que paradoxos desse tipo acontecem independentemente de alguma autorreferência direta, visto que nenhum lexema da sentença se refere à sentença propriamente dita, embora a sentença de Quine contenha um lexema que se refere a uma de suas partes. A saber, "suas" próximo ao fim da sentença é um pronome possessivo do qual o antecedente é o predicado em que isso ocorre. Assim, embora a sentença de Quine por sí só não esteja se auto-referindo, ela contém um predicado de autorreferência.
Qualquer sistema, como o Português, que contenha entidades como palavras ou sentenças que podem ser usadas para se aplicarem a si mesmas, pode certamente conter esse tipo de paradoxo.

## Aplicação
Quine sugeriu uma resolução linguística não natural para essas antinomias (ou paradoxos) lógicas, inspirado pela Teoria dos Tipos de Bertrand Russell e pelo trabalho de Tarski. Seu sistema atribuiria níveis a uma linha de expressões problemáticas como falsidade e denota. Sentenças inteiras usariam uma hierarquia maior para cada uma de suas partes. A fórmula "‘sentença sobre falsidade0‘ produz falsidade1" será gramaticalmente correta e "‘Uma frase indicante0‘ indica1 a si mesma" será gramaticalmente errada.
George Boolos, inspirado por seu estudante Michael Ernst, escreveu que a sentença pode ser sintaticamente ambígua, fazendo-se uso de mútiplas aspas das quais seus pares (as aspas correspondentes) não podem ser determinados. Ele reformulou a citação tradicional em um sistema onde o tamanho dos pares mais externos de aspas da citação é determinado pelas aspas que aparecem dentro da expressão. Isso é considerado não apenas para determinadas citações dentro de citações, mas também para, de certo modo, strings com um número ímpar de aspas.
Em Gödel, Escher, Bach, o autor Douglas Hofstadter sugere que uma sentença de Quin é na verdade um autorreferência indireta. Ele então mostra que auto-fererência indireta é crucial em muitas das provas dos teoremas da incompletude de Gödel.